# آکادمی ژولیان

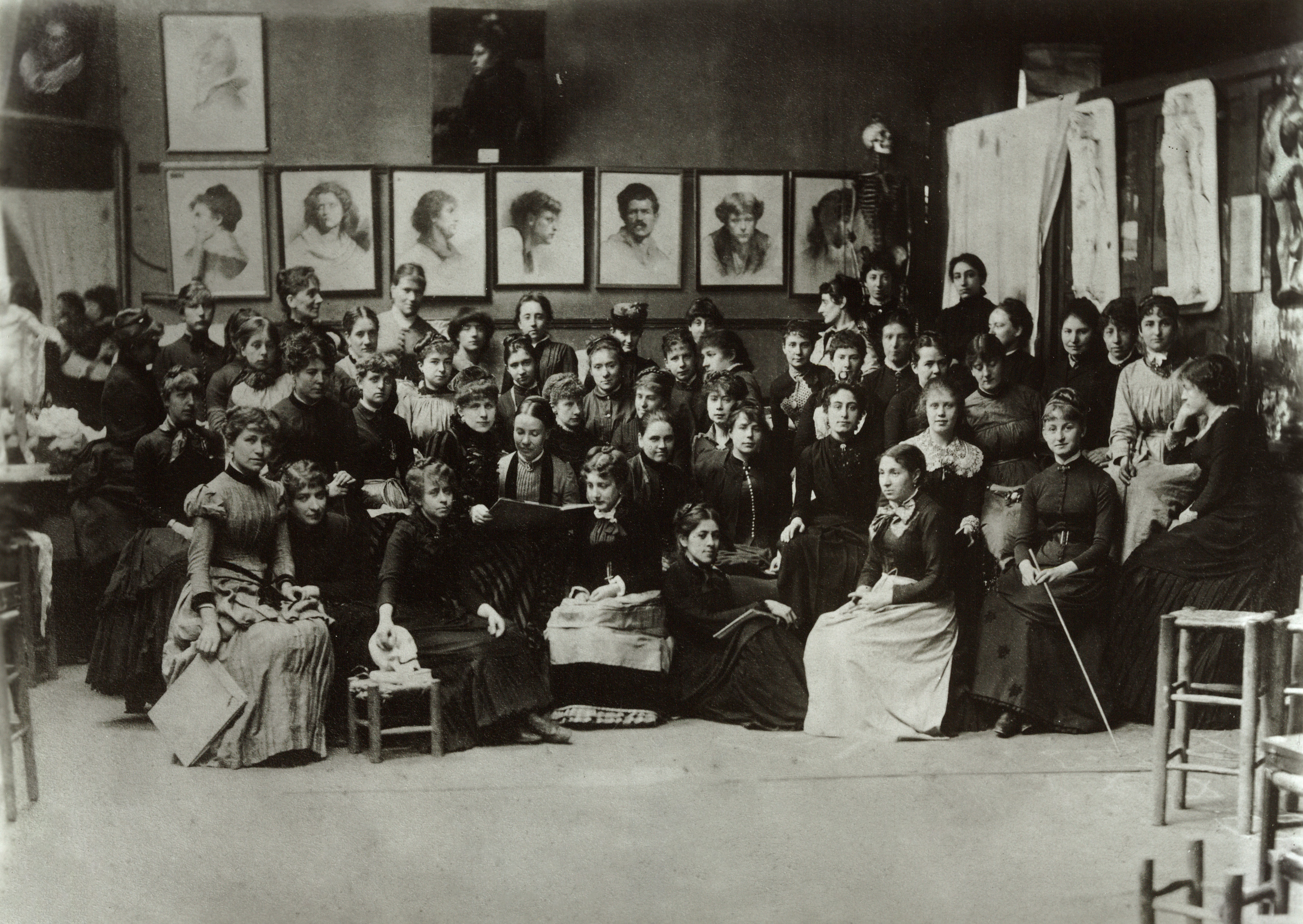
گروهی از هنرجویان آکادمی حدود ۱۸۸۵ میلادی

آکادمی ژولیان (به فرانسوی: Académie Julian) یک مدرسه هنر خصوصی در پاریس فرانسه بوده‌است. رودولف ژولیان (به فرانسوی: Rodolphe Julian)، این آکادمی را در سال ۱۸۶۷ میلادی به منظور راه‌اندازی یک مدرسه - استودیو خصوصی هنر، برای هنرجویان در پاریس، تأسیس کرد که از ۱۸۶۸ تا ۱۹۶۸ فعال بود.

## نگارخانه

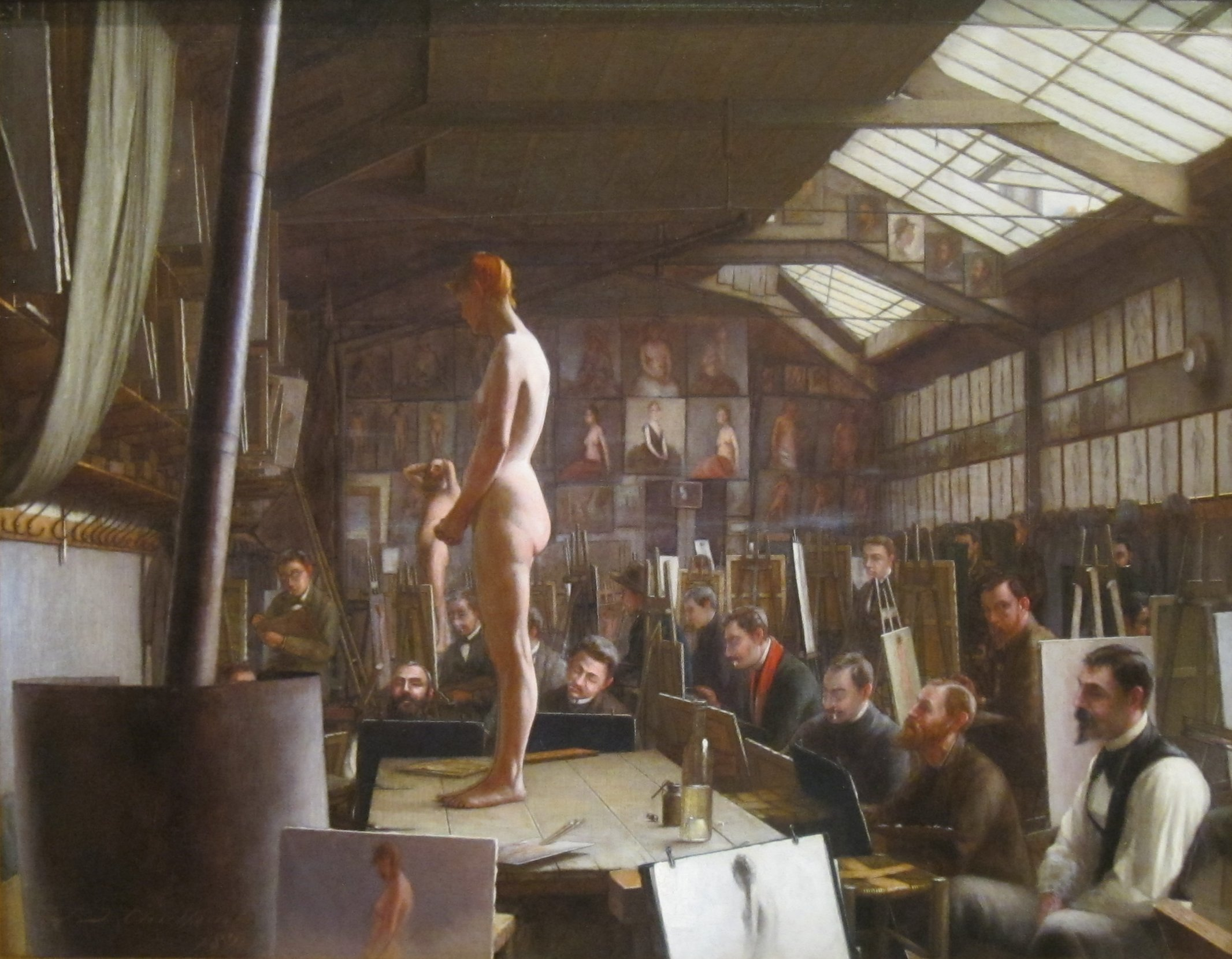
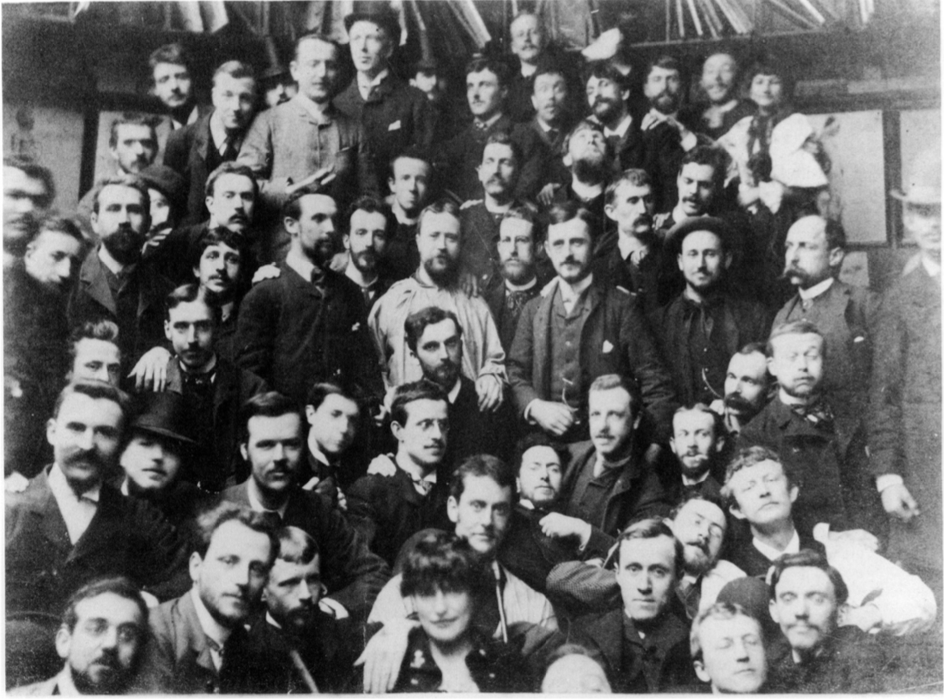
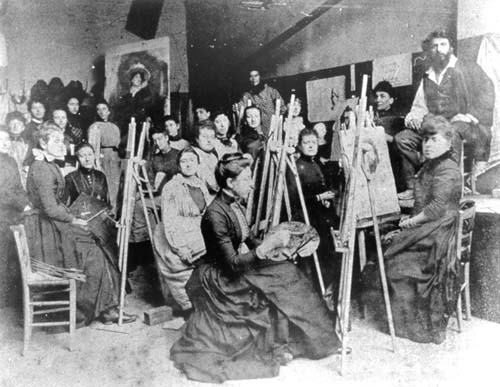
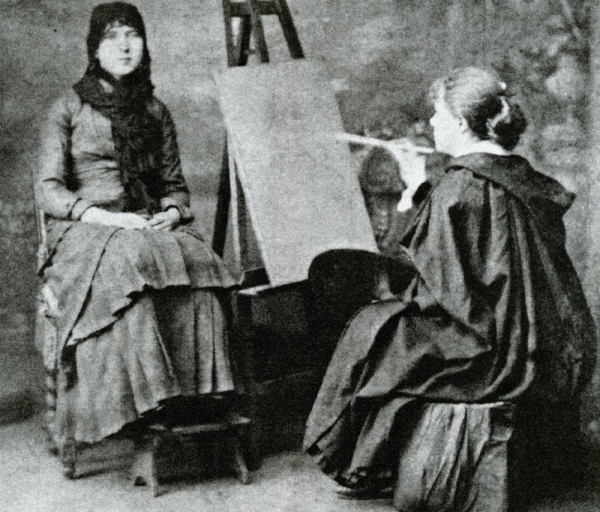

## مقالات مرتبط
- امپرسیونیسم
- کوبیسم
- هنر نو
- فوویسم
- هنر خام
- هنر نوگرا
- نوگرایی